# 천이원 (배우)
천이원(중국어 정체자: 陳以文, 병음: Chén Yîwén, 한자음: 진이문, Yi-Wen Chen)은 대만의 배우, 극작가, 각본 및 감독이다.

## 방송
- 요괴인간
- 그녀와 그녀의 그녀
- 타이완 크라임 스토리즈

## 영화
- 복신범
- 아호, 나의 아들
- 클래스메이트 마이너스
- 돼지와 뱀과 비둘기